# Lac Panguipulli
Le lac Panguipulli est un lac situé au sud du Chili, près de la municipalité de Panguipulli. Il est un des lacs de l'ensemble des sept lacs.
Il s'agit d'un lac d'origine glaciaire entouré par les Andes sauf vers l'ouest où se trouve la ville de Panguipulli dans la Vallée Centrale. Il est l'émissaire du Río Enco.

## Source de la traduction
- (en) Cet article est partiellement ou en totalité issu de l’article de Wikipédia en anglais intitulé « Panguipulli Lake » (voir la liste des auteurs).